# En blekt blondins hjärta
En blekt blondins hjärta är ett studioalbum som släpptes den 16 september 1991 av Eva Dahlgren. Albumet spelades in i Polar Studios tidigt under 1991 av Lennart Östlund och producerades av Anders Glenmark, förutom låten "Blå hjärtans blues" som producerades av Eva Dahlgren själv. En blekt blondins hjärta blev en stor framgång för Eva Dahlgren, det toppade den svenska albumlistan och sålde i över en halv miljon exemplar  samt gav henne fem Grammispriser vid Grammisgalan för 1991. Skivan rankades av Sonic Magazine i juni 2013 som det 57:e bästa svenska albumet någonsin.
Hillevi Ganetz, som studerat Eva Dahlgrens texter, menar att "En blekt blondins hjärta" är Dahlgrens mest melankoliska album. Detta kan till viss del sägas stämma vad gäller texterna till låtarna "Kanske för minnenas skull", "Guldlock" och "Blå hjärtans blues".
1992 kom albumet Eva Dahlgren  som innehåller nio av låtarna från En blekt blondins hjärta samt "Ängeln i rummet" i engelskspråkiga versioner.
Fyra låtar gavs ut som singlar; "Gunga mej" och "Kom och håll om mej", som också gavs ut som maxisinglar; "Vem tänder stjärnorna" med låten "Allt du vill gör jag inte" som b-sida. "Allt du vill gör jag inte" ingick inte på albumet. Också låten "Lev så" gavs ut som singel med låten "Guldlock" som b-sida.
"Gunga mej" gavs som singel ut med två olika omslag, varav det ena utvikbart. Låten spelades också in i ytterligare två versioner, kallade "Guuunnnga mmeej" och "Gunga mej 6-8 version". "Guuunnnga mmeej" blev b-sida på vinylsingeln. En maxisingel gavs dessutom ut på vinyl, med "Gunga mej 6-8 version". En CD-singel gavs ut med alla tre versioner.
Även "Kom och håll om mej" spelades in i ytterligare två versioner, kallade "Loveversion" och "Nattversion". Samtliga tre gavs ut på cd-singel. En vinyl promotion maxisingel med "Loveversion" och "Nattversion" gavs också ut. 
Som vinylsingel gavs "Kom och håll om mej" ut med "Loveversion" som b-sida.
Skivan återutgavs som LP på Petsounds 2021

## Grammisutmärkelser
Totalt tilldelades Eva Dahlgren fem Grammispriser för 1991 med En blekt blondins hjärta:
- Årets artist
- Årets kvinnliga pop/rockartist
- Årets album
- Årets låt: "Vem tänder stjärnorna?"
- Årets kompositör

## Låtförteckning
1. "Jag är gud"
2. "Lev så"
3. "Kanske för minnenas skull"
4. "Guldlock"
5. "Vem tänder stjärnorna?"
6. "Allting om igen"
7. "Kom och håll om mej"
8. "Dunkla skyar"
9. "Blå hjärtans blues"
10. "Gunga mej"
11. "Drömmarna och muren"

### Engelskspråkig version
1. "I'm Not in Love with You" = "Vem tänder stjärnorna"
2. "Say So" = "Lev så"
3. "Just Want You to Love Me" = "Kom och håll om mig"
4. "Angel in My Room" = "Ängeln i rummet"
5. "Lovers" = "Allting om igen"
6. "Brand New World" = "Jag är gud"
7. "I Don't Believe I Care for You" = "Kanske för minnenas skull"
8. "Man in My Dream" = "Guldlock"
9. "Bye Baby Blue" = "Blå hjärtans blues"
10. "The Dreams and the Wall" = "Drömmarna och muren"

## Medverkande musiker
- Åke Sundqvist - trummor
- Lasse Andersson - bas
- Johan Norberg - gitarr
- Anders Glenmark - kör, gitarr, keyboard, bas, percussion
- Eva Dahlgren - kör, gitarr, percussion, hammond
- Jonas Isacsson - gitarr, bas,
- stråk av Hovkapellet under ledning av Zahiri Mirchev

## Listplaceringar
| Lista (1991-1992) | Position |
| ----------------- | -------- |
| Sverige           | 1        |